# Marysville (Ohio)
Marysville è una località degli Stati Uniti d'America, capoluogo della contea di Union, nello Stato dell'Ohio.